# Повирджина
Повирджина (рум. Povârgina) — село у повіті Тіміш в Румунії. Адміністративно підпорядковане місту Феджет.
Село розташоване на відстані 349 км на північний захід від Бухареста, 71 км на схід від Тімішоари, 149 км на південний захід від Клуж-Напоки.

## Населення
За даними перепису населення 2002 року у селі проживали 194 особи, з них 190 осіб (97,9%) румунів. Рідною мовою 190 осіб (97,9%) назвали румунську.